# Föreningen Göteborgs kultur- och miljöarv
Föreningen Göteborgs kultur- och miljöarv (GKMA) är en förening som bildades 2010 med syftet att "verka för att Göteborgs kulturarv respektive miljöarv förvaltas på ett för medborgarna och staden Göteborg optimalt sätt så att värdefulla kulturtillgångar och kultur-områden samt miljötillgångar och miljöområden ur såväl aktuellt som historiskt betingat perspektiv tas tillvara på bästa sätt och därmed undviker förminskning och förstörelse av nämnda områden".
Föreningen bildades 2010 och anges ha cirka 1 000 medlemmar.
Föreningen har engagerat sig mot byggandet av vindkraftverk i Hake fjord i projektet Vindplats Göteborg där föreningen, företrädd av Sofia Lundberg samt Giedre Jirvell vid Mark- & Miljörättsbyrån, väckte kritik mot projektet och fick det stoppat.
Föreningen har även engagerat sig mot byggandet av Västlänken.